# James Jackson Putnam

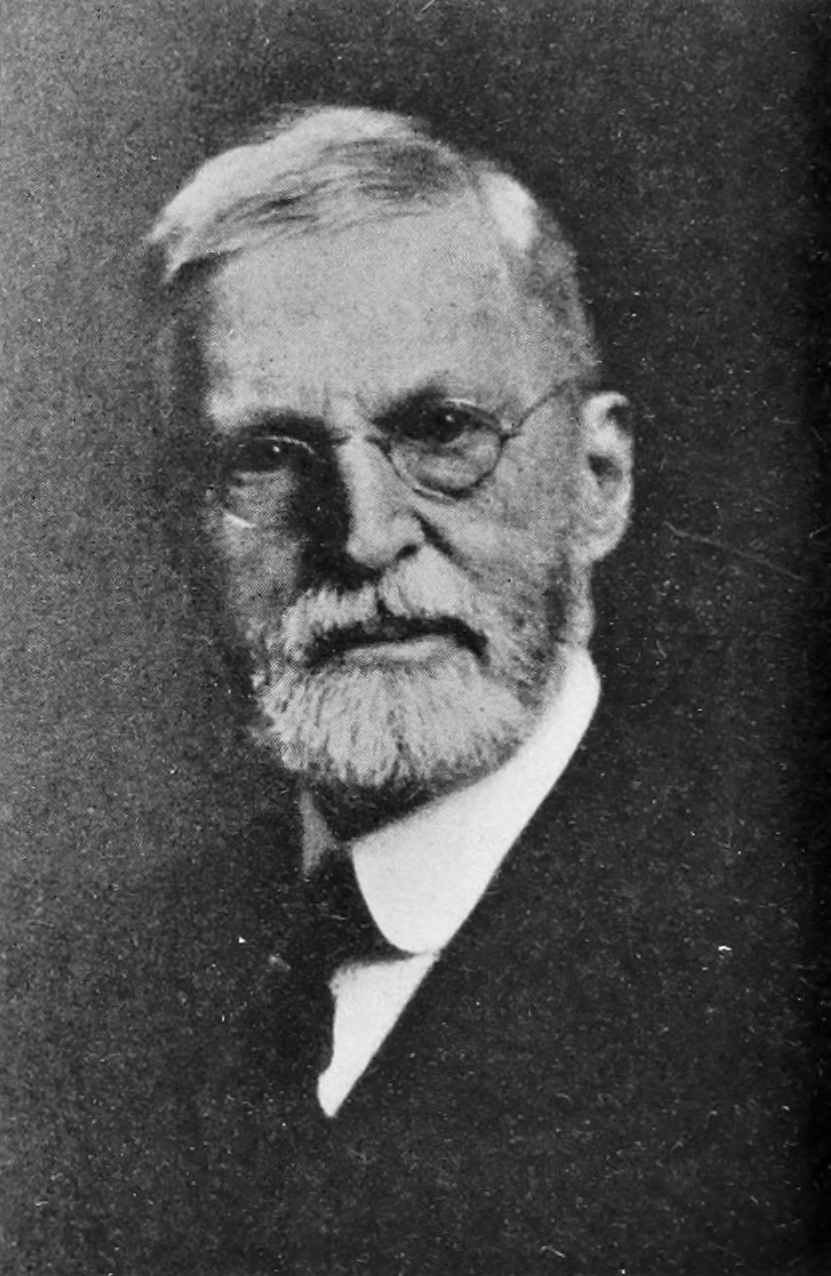
James Putnam

James Jackson Putnam (ur. 3 października 1846 w Bostonie, zm. 4 listopada 1918 w Bostonie) – amerykański neurolog, psychiatra i psychoanalityk. Absolwent Uniwersytetu Harvarda. Zainicjował powstanie Amerykańskiego Towarzystwa Psychoanalitycznego w 1911 i Boston Psychoanalytic Society w 1914. Przewodniczący Amerykańskiego Towarzystwa Neurologicznego w 1888.